# 今井正
今井 正（いまい ただし、1912年1月8日 - 1991年11月22日）は、日本の映画監督。
戦後日本映画の左翼ヒューマニズムを代表する名匠である。東京帝国大学中退後、東宝の前身J.O.スタヂオに入り、入社2年で監督に昇進。戦後は独立プロ運動の中心人物として数多くの社会派映画を手がけた。『純愛物語』でベルリン国際映画祭銀熊賞 (監督賞)、『武士道残酷物語』で同映画祭グランプリを受賞、キネマ旬報ベスト・テンでは5本の監督作がベスト・ワンに選出されるなど、賞歴も多く作品の評価は高い。日本映画復興会議初代議長でもある。主な監督作に『青い山脈』『また逢う日まで』『真昼の暗黒』『キクとイサム』など。

## 経歴

### 生い立ち
1912年（明治45年）1月8日、東京府豊多摩郡渋谷町（現在の東京都渋谷区広尾）の祥雲寺の中にある霊泉院に、その住職である父・六助と母・カネの長男として生まれる。父は岐阜県の農家の3男で、子供の頃にお寺の小僧に出されて上京し、日露戦争出征を経て、霊泉院の住職になった。母は近くの香林院の住職の妻の妹で、北里研究所の前身である痘苗製造所に勤めた経験のある人だった。生後、今井は中耳炎にかかり、右耳の鼓膜がなくなり聴覚を失っている。
渋谷町立臨川小学校を経て、1924年（大正13年）に旧制芝中学校に入学する。この頃から映画を多く観るようになり、本人の回想では新宿武蔵野館でジャック・カトラン主演の『嘆きのピエロ』などを観たという。チャップリンの喜劇もほとんど観ており、英文でファンレターを書いて出したこともあった。
1929年（昭和4年）、中学を卒業して旧制水戸高校に入学。在学中、マルクス主義に関心を持ち、雑誌『戦旗』に感激してからは学内の秘密組織読書会のメンバーとなった。翌年、特高に連行され、1年間の停学処分を受ける。1933年（昭和8年）、東京帝国大学文学部美術史科に入学。学内の秘密組織に入り、同年に本富士警察署に検挙される。翌1934年（昭和9年）にまた1年間の停学処分を受け、そのまま中退する。

### 映画監督に
1935年（昭和5年）4月、京都のJ.O.スタヂオの入社試験を合格して入社。500人近くの応募者の中から選ばれたのは今井と京大卒の3人のみだった。初任給は50円、当時の同僚に市川崑と岸松雄がいた。伊丹万作監督の『新しき土』で初めてロケハンに参加。石田民三監督の『花火の街』でチーフ助監督につき、中川信夫監督の『日本一の岡ッ引』ではスクリプターを担当、ほか志波西果、並木鏡太郎、渡辺邦男監督に1作ずつ助監督についた。
1937年（昭和12年）、J.O.スタヂオは合併で東宝映画京都撮影所となったが、所長の渾大防五郎に抜擢されて入社2年目で監督昇進を指名される。異例のスピード出世となった。処女作の『沼津兵学校』に取り掛かるが、出演俳優が兵役に取られるなどして完成が遅れ、2年後の1939年（昭和14年）に公開された。陸軍少将飯塚国五郎の実話を基にした『われらが教官』、井伏鱒二原作の『多甚古村』、石川達三原作の『結婚の生態』などと作品が続くが、いずれも成功作とはいえなかった。1943年（昭和18年）、朝鮮の国境警備隊と抗日ゲリラとの戦いを描いた『望楼の決死隊』を監督。西部劇さながらのアクションシーンを取り入れ、入念に作られたアクション映画として評判となったが、植民地支配を正当化する軍国主義映画のため、マルクス主義者の今井としてはマイナスになる作品だった。同年、教育召集のため麻布の歩兵第1連隊に入隊、3ヶ月で除隊した。

### フリーに
戦後の映画界は、GHQが間接的に干渉し民主主義啓蒙映画の製作を指示されていた。1946年（昭和21年）の戦後第1作『民衆の敵』もその1本であり、戦中の財閥の腐敗を描いた。続いて作った『人生とんぼ返り』は、撮影技師中尾駿一郎と初めてコンビを組んだ作品で、榎本健一と入江たか子が主演した人情喜劇となった。
1949年（昭和24年）、石坂洋次郎原作の青春映画『青い山脈』前後篇を監督。戦後民主主義を高らかに謳い上げ、同名の主題歌とともに大ヒットを記録。今井も第1級の監督として注目される。この頃から自由に作品を作りたいと感じ、『青い山脈』製作後に東宝を退社してフリーとなる。
1950年（昭和25年）に連合国軍最高司令官総司令部指令によるレッドパージの波が映画界にも及ぶと、今井も追放対象者としてリストアップされたが、フリーの立場で『また逢う日まで』を監督。戦争によって引き裂かれた恋人の悲劇を描き、主演の岡田英次と久我美子のガラス窓越しのキスシーンが話題となった。
作品はキネマ旬報ベスト・テン第1位、毎日映画コンクール日本映画大賞、ブルーリボン賞作品賞に輝いた。

### 1950年代

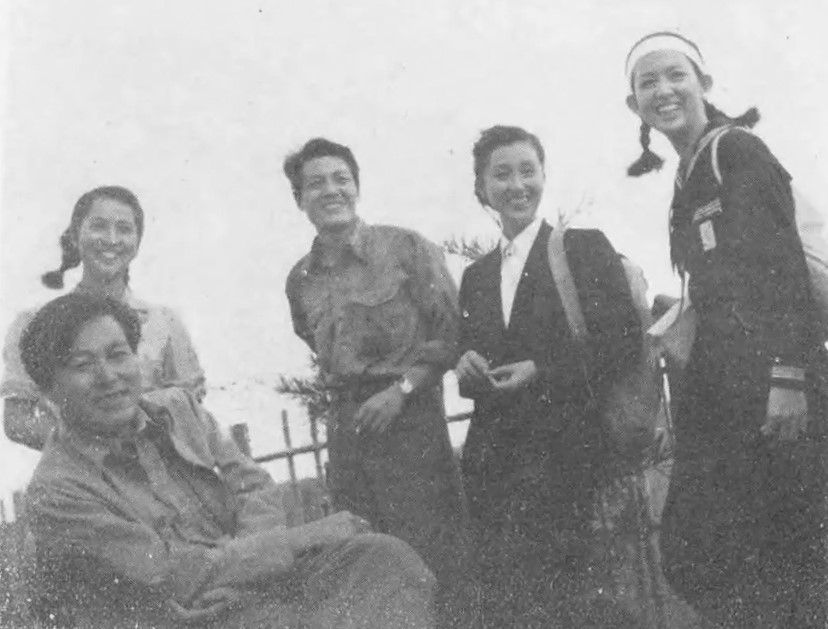
『ひめゆりの塔』（1953年）の撮影現場。手前は今井正。後方、左から、香川京子、岡田英次、津島恵子、関千恵子。

その後、GHQの指令で左翼系映画人たちを映画会社5社から締め出すレッドパージが施され、それによって仕事ができなくなると感じた今井は、生計を立てる為に屑物の仕切り屋を開業するが、集めた鉄くずが朝鮮戦争の兵器に使われることを知るとこの仕事を辞めた。その頃、レッドパージで追放された映画人が次々と独立プロを立ち上げて活動するようになり、今井も1951年（昭和26年）に山本薩夫・亀井文夫らの新星映画社で『どっこい生きてる』を監督する。当時ニコヨンと呼ばれた日雇い労働者たちの生活を描いた作品である。
1953年（昭和28年）、東映に招かれて『ひめゆりの塔』を監督。沖縄戦で看護婦として前線に送られたひめゆり学徒隊の悲劇を描いた本作は大ヒットを記録し、発足以来赤字に悩んでいた会社を救った。その後、文学座と組んだ樋口一葉原作のオムニバス映画『にごりえ』、高崎市民オーケストラの草創期を描いた『ここに泉あり』など、独立プロ運動の1番手としてヒューマニズム映画の傑作を発表する。
1956年（昭和31年）、八海事件の裁判で弁護士を担当した正木ひろしの手記の映画化『真昼の暗黒』を監督。映画化にあたっては入念な調査を行い、裁判で死刑を宣告された被告の無罪を主張、警察・検察・裁判所の非を徹底的に批判した。製作時は裁判が継続中だったため、最高裁判所から圧力がかかるも、今井はそれに屈せず作品を作り上げ、キネ旬1位、毎日映画コンクール日本映画大賞、ブルーリボン賞作品賞を受賞した。
1957年（昭和32年）、東映で『米』を監督。霞ヶ浦や湖岸の田園風景を背景に農村の貧困を描き、今井にとって初のカラー作品となる。同年公開の『純愛物語』は、原爆症の少女と不良少年の恋を描いた恋愛映画で、第8回ベルリン国際映画祭銀熊賞 (監督賞)を受賞した。1958年（昭和33年）の『夜の鼓』は独立プロで製作し、近松門左衛門の『堀川波鼓』を映画化した今井の初の時代劇である。この作品は封建時代の武士の妻の姦通事件を扱い、武家社会をリアリズムで描き出した異色作として評価された。
1959年（昭和34年）、人種差別批判をテーマにした『キクとイサム』を監督。黒人との混血の姉弟と、彼らを引き取って育てる老婆の交流を描き、本作は今井の代表作となった。今井は戦争や差別や貧困など社会的テーマを掘り下げ、それに翻弄される弱者の姿を同情を込めて美しく描いた作品を発表し続けた。

### 1960年代・1970年代
1961年（昭和36年）、『あれが港の灯だ』を再び東映で撮り、李承晩ラインをめぐる日韓関係の悪化を、在日朝鮮人の若い漁師を通して描いた。1962年（昭和37年）の『喜劇 にっぽんのお婆あちゃん』では老人問題を取り上げている。1963年（昭和38年）、中村錦之助主演で『武士道残酷物語』を監督。封建社会の残酷さを7つの物語で描き、第13回ベルリン国際映画祭で金熊賞を受賞する。
テレビの進出で映画が斜陽化する中、今井もテレビドラマに進出し、1966年（昭和41年）から「今井正アワー」で5本のドラマを演出。翌1967年（昭和42年）には渥美清主演の『渥美清の泣いてたまるか』で4本を演出し、後に『天皇の世紀』でも2本を演出している。
1968年（昭和43年）2月、住井すゑ原作の『橋のない川』を映画化するために図書月販の傍系会社ほるぷ映画を設立し、その社長に就任する。翌1969年（昭和44年）に『橋のない川』第一部、1970年（昭和45年）に第二部を製作するが、第二部製作中に今井が党員の日本共産党と部落解放同盟の対立により、同盟から妨害を受け、公開後も上映阻止運動が起きた。1971年（昭和46年）、永年にわたって幽閉生活を強いられている家族を描いた『婉という女』を監督するが、完成後に資金難からほるぷ映画は解散する。
その後は、渥美清企画・主演の『あゝ声なき友』、古巣の東宝で8.15シリーズの第6作『海軍特別年少兵』、小林多喜二の生涯を描いた『小林多喜二』、室生犀星原作の『あにいもうと』などを監督するが、1950年代の時と比べると不遇だった。

### 晩年・死去
1982年（昭和57年）、胃癌のため稲城市立病院に入院して手術を受ける。この4年後には白内障と緑内障で両目を手術し、左眼を失明する。ほかにも脳血栓や心臓大動脈瘤など次々と病気を発症した。
1991年（平成3年）、遺作『戦争と青春』を監督、一般市民から一口10万円の出資を募るクラウドファンディング方式で製作した。同年、上映キャンペーンのため全国各地を回るが、埼玉県草加市での上映挨拶に向かう途中、車中でくも膜下出血に倒れ、11月22日午後3時20分に草加市立病院で死去。79歳没。墓所は渋谷区瑞泉山墓地。
1992年、第15回日本アカデミー賞会長特別賞を受賞。

## 人物・作風
イタリア映画におけるネオ・リアリズムの影響を受けた映画監督の一人でもあり、厳しい演技指導や映像へのこだわりでも知られた。例えば潮健児は自伝で、『米』のラストシーンの収録に、船の帆の貼り具合や船の位置、果ては雲の位置までを気にするあまり1週間かかったなどのエピソードを紹介している。
日本共産党員であり、娯楽色豊かなヒット作を連打し、党派を超えた巨匠として日本映画に君臨した点では、山本薩夫と双璧だが、最後まで大手からの監督依頼が絶えなかった山本に比べると、晩年は若干不遇であった。今井正は「70歳を過ぎると艶っぽい画が撮れなくなる」と言って自ら監督業に消極的になっていた。

## 受賞歴
個人賞の受賞
- 毎日映画コンクール
  - 1946年：監督賞『民衆の敵』
  - 1953年：監督賞『にごりえ』
  - 1956年：監督賞『真昼の暗黒』
  - 1957年：監督賞『米』
- ブルーリボン賞
  - 1950年：監督賞『また逢う日まで』
  - 1953年：監督賞『ひめゆりの塔』
  - 1956年：監督賞『真昼の暗黒』
  - 1957年：監督賞『米』『純愛物語』
- キネマ旬報ベスト・テン
  - 1956年：日本映画監督賞『真昼の暗黒』
  - 1957年：日本映画監督賞『米』
  - 1959年：日本映画監督賞『キクとイサム』
- 日本アカデミー賞
  - 1992年：会長特別主演
- 1958年：第8回ベルリン国際映画祭 銀熊賞 (監督賞)『純愛物語』
- 1990年：第8回日本映画復興賞 特別賞
- 1991年：第4回日刊スポーツ映画大賞・石原裕次郎賞 特別賞『戦争と青春』

作品の受賞
- 毎日映画コンクール
  - 1950年：日本映画大賞『また逢う日まで』
  - 1953年：日本映画大賞『にごりえ』
  - 1956年：日本映画大賞『真昼の暗黒』
  - 1957年：日本映画大賞『米』
  - 1959年：日本映画大賞『キクとイサム』
- ブルーリボン賞
  - 1950年：作品賞『また逢う日まで』
  - 1956年：作品賞『真昼の暗黒』
  - 1957年：作品賞『米』
  - 1959年：作品賞『キクとイサム』
- キネマ旬報ベスト・テン
  - 1950年：日本映画ベスト・ワン『また逢う日まで』
  - 1953年：日本映画ベスト・ワン『にごりえ』
  - 1956年：日本映画ベスト・ワン『真昼の暗黒』
  - 1957年：日本映画ベスト・ワン『米』
  - 1959年：日本映画ベスト・ワン『キクとイサム』
- 1956年：第9回カルロヴィ・ヴァリ国際映画祭 世界の進歩に最も貢献した映画賞『真昼の暗黒』
- 1963年：第13回ベルリン国際映画祭 金熊賞『武士道残酷物語』
- 1969年：第6回モスクワ国際映画祭 ソ連映画人同盟賞『橋のない川 第1部』
- 1991年：第15回モントリオール世界映画祭 エキュメニカル賞『戦争と青春』

## 監督作品
- 沼津兵学校（1939年、東宝映画）
- われらが教官（1939年、東宝映画）
- 多甚古村（1940年、東宝映画）
- 女の街（1940年、東宝映画）
- 閣下（1940年、東宝映画）
- 結婚の生態（1941年、南旺映画）
- 望楼の決死隊（1943年、東宝映画）
- 怒りの海（1944年、東宝）
- 愛の誓ひ（1945年、東宝）
- 民衆の敵 （1946年、東宝）
- 人生とんぼ返り（1946年、東宝）
- 地下街二十四時間（1947年、東宝）
- 青い山脈（1949年、東宝）
- 女の顔（1949年、太泉映画）
- また逢う日まで（1950年、東宝）
- どっこい生きてる（1951年、新星映画）
- 山びこ学校（1952年、八木プロ）
- ひめゆりの塔（1953年、東映）

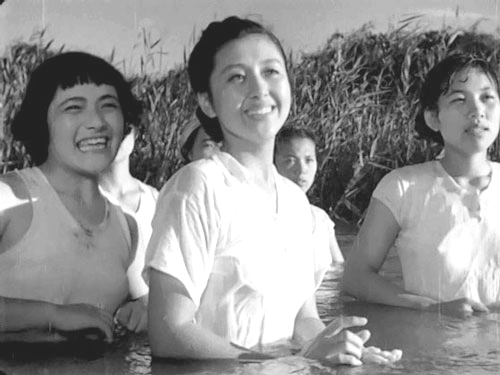
『ひめゆりの塔』（1953年）

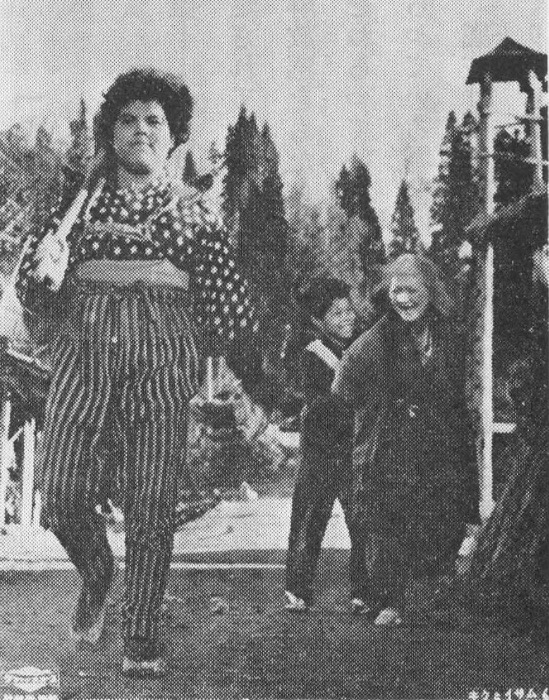
『キクとイサム』（1959年）

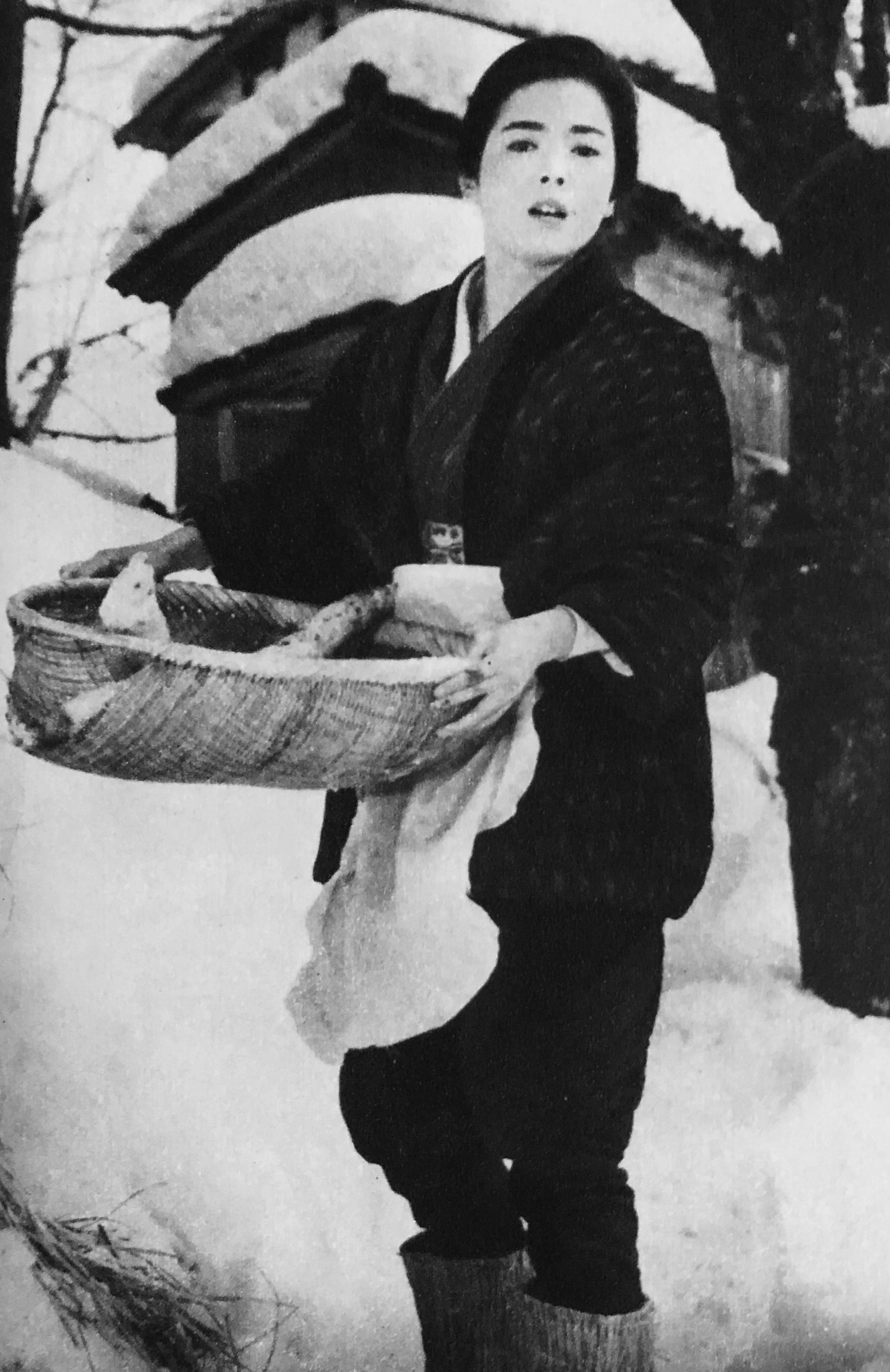
『越後つついし親不知』（1964年）

- にごりえ（1953年、新世紀プロ・文学座）
- 愛すればこそ 第二話 とびこんだ花嫁（1955年、独立映画）
- ここに泉あり（1955年、中央映画）
- 由紀子（1955年、中央映画）
- 真昼の暗黒（1956年、現代ぷろだくしょん）
- 米（1957年、東映）
- 純愛物語（1957年、東映）
- 夜の鼓（1958年、現代ぷろ）
- キクとイサム（1959年、大東映画）
- 白い崖（1960年、東映）
- あれが港の灯だ（1961年、東映）
- 喜劇 にっぽんのお婆あちゃん（1962年、M・I・Iプロ）
- 武士道残酷物語（1963年、東映）
- 越後つついし親不知（1964年、東映）
- 仇討（1964年、東映）
- 砂糖菓子が壊れるとき（1967年、大映）
- 不信のとき（1968年、大映）
- 橋のない川 第一部（1969年、ほるぷ映画）
- 橋のない川 第二部（1970年、ほるぷ映画）
- 婉という女（1971年、ほるぷ映画）
- あゝ声なき友（1972年、松竹）
- 海軍特別年少兵（1972年、東宝映画）
- 小林多喜二（1974年、多喜二プロ）
- 妖婆（1976年、永田プロ）
- あにいもうと（1976年、東宝映画）
- 子育てごっこ（1979年、五月舎）
- ゆき（1981年、にっかつ児童映画）
- ひめゆりの塔（1982年、芸苑社）
- 戦争と青春（1991年、こぶしプロ）

## 関連書籍
- 映画の本工房ありす編『今井正「全仕事」 スクリーンのある人生』 ACT、1990年 ISBN 4938652099
- 新日本出版社編集部編『今井正の映画人生』 新日本出版社、1992年 ISBN 4406020802
- 高部鐵也『燃えつまみれつ 映画監督今井正物語』 文芸社、2002年 ISBN 483553722X。普及版2013年
- 今井正監督を語り継ぐ会編『今井正映画読本』 論創社、2012年 ISBN 484601147X
- 崔盛旭『今井正 戦時と戦後のあいだ』 クレイン、2013年 ISBN 4906681387